# Dastan

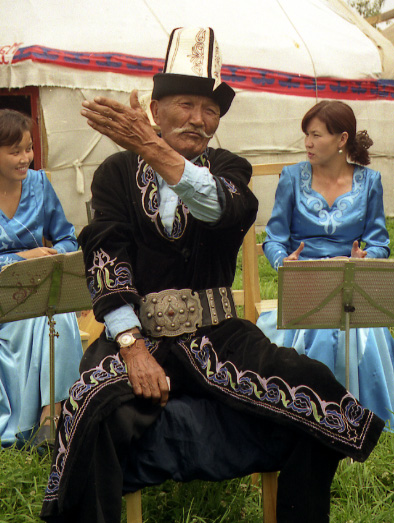
Um manaschi tradicional quirguiz cantando parte do poema épico (dastan) em um acampamento de yurt em Karakol

Dastan (em persa: داستان; romaniz.: história, conto) é uma forma ornamentada de história oral, um épico, da Ásia Central, Irã, Turquia e Azerbaijão.
Um dastan é geralmente centrado em um indivíduo que protege sua tribo ou seu povo de um invasor ou inimigo externo, embora apenas ocasionalmente essa figura possa ser rastreada até uma pessoa histórica. Este personagem principal dá um exemplo de como se deve agir e o dastan se torna uma ferramenta de ensino — por exemplo, o mestre sufista e poeta turco Ahmed Yesevi disse: "Que os estudiosos ouçam minha sabedoria, tratando minhas palavras como um dastan".
Durante a conquista russa da Ásia Central, muitos novos dastans foram criados para protestar contra a ocupação russa. É possível que eles tenham entrado em contato e influenciado um ao outro. Segundo o historiador turco Hasan Bülent Paksoy, os bolcheviques tentaram destruir estes símbolos da cultura publicando-os apenas em quantidades insuficientemente grandes e de forma distorcida "para enfraquecer o impacto heróico".
Um dastan notável é Korkut Ata dos turcos oguzes — que pode ter sido criado já no início do século XIII.